# Lustmord
För den brittiska musikern känd som Lustmord, se Brian Williams
För den svenske generalen och överbefälhavaren, se Olof Thörnell
Ett lustmord är ett mord som har sitt upphov i det slags sexuella abnormitet som brukar kallas sadism och som kännetecknas av att den sexuella retningen i större eller mindre grad är betingad av en association med föreställningar om att tillfoga annan person kroppslig smärta.
Medan de kriminella uttrycken av denna abnormitet vanligen stannar vid mer eller mindre svårartade former av misshandel, stegras de i extrema fall ända till ett överlagt dödande av annan person under mer eller mindre ohyggliga former.